# Pentatlo moderno nos Jogos Pan-Americanos
O Pentatlo moderno nos Jogos Pan-Americanos foi introduzido em 1951, em Buenos Aires, apenas no masculino, ficando ausente em algumas edições. O Feminino começou na edição de Winnipeg em 1999.

## Masculino

#### Individual
| Edicção              | Ouro                  | Prata            | Bronze            |
| -------------------- | --------------------- | ---------------- | ----------------- |
| Buenos Aires 1951    | Eric Tinoco Marquez   | James Thompson   | Enrique Rettberg  |
| México 1955          | José Pérez Mier       | Edgard O'Hare    | David Romero      |
| Chicago 1959         | Wenceslau Malta       | George Lambert   | Leslie Bleamaster |
| São Paulo 1963       | Robert Beck           | Richard Stoll    | James Moore       |
| evento não disputado |                       |                  |                   |
| Indianápolis 1987    | Robert Stull          | Barry Kennedy    | Harvey Cain       |
| evento não disputado |                       |                  |                   |
| Winnipeg 1999        | Velizar Iliev         | Brett Weatherbie | Sergio Salazar    |
| Santo Domingo 2003   | Vakhtang Jagorachvili | Chad Senior      | Sergio Salazar    |
| Rio de Janeiro 2007  | Eli Bremer            | Yaniel Velázquez | Joshua Riker-Fox  |
| Guadalajara 2011     | Oscar Soto            | Andrei Gheorghe  | Esteban Bustos    |
| Toronto 2015         | Charles Fernández     | Ismael Hernández | Nathan Schrimsher |

#### Equipes
| Edicão               | Ouro           | Prata          | Bronze    |
| -------------------- | -------------- | -------------- | --------- |
| Buenos Aires 1951    | Estados Unidos | Brasil         | Argentina |
| México 1955          | México         | Estados Unidos | Chile     |
| Chicago 1959         | Estados Unidos | Brasil         | México    |
| São Paulo 1963       | Estados Unidos | Brasil         | México    |
| evento descontinuado |                |                |           |

## Feminino

#### Individual
| Edición             | Ouro             | Prata           | Bronze                        |
| ------------------- | ---------------- | --------------- | ----------------------------- |
| Winnipeg 1999       | Mary Beth Larsen | Rocío Arias     | Kara Grant                    |
| Santo Domingo 2003  | Anita Allen      | Samantha Harvey | Mary Beth Larsen-Jagorachvili |
| Rio de Janeiro 2007 | Yane Marques     | Mónica Pinette  | Michelle Kelly                |
| Guadalajara 2011    | Margaux Isaksen  | Yane Marques    | Tamara Vega                   |
| Toronto 2015        | Yane Marques     | Tamara Vega     | Mayan Oliver                  |

## Quadro de Medalhas
- Até 2015.[2]

| #     | País           |    |    |    | Total |
| ----- | -------------- | -- | -- | -- | ----- |
| 1.    | Estados Unidos | 11 | 7  | 6  | 24    |
| 2.    | Brasil         | 4  | 5  | 0  | 9     |
| 3.    | México         | 3  | 3  | 7  | 13    |
| 4.    | Guatemala      | 1  | 1  | 0  | 2     |
| 5.    | Canadá         | 0  | 2  | 2  | 4     |
| 6.    | Cuba           | 0  | 1  | 0  | 1     |
| 7.    | Argentina      | 0  | 0  | 2  | 2     |
| 8.    | Chile          | 0  | 0  | 2  | 2     |
| Total | Total          | 19 | 19 | 19 | 57    |

## Ligações Externas
- Sports123